# Asirija
Asirija [asírija] je starodavna država, poimenovana po njenem prvotnem glavnem mestu Ašur (Asur, Asshur) na reki Tigris. Prvotno je bila kolonija Babiloncev, v kateri je vladal babilonski podkralj.
Asirija je bila glavno semitsko kraljestvo ali imperij na starodavnem Bližnjem vzhodu, ki je obstajala v raznih oblikah v obdobju približno devetnajst stoletij od okoli 2500 pr. n. št.  do 605 pr. n. št., kar zajema zgodnjo bronasto dobo pa vse do pozne starejše železne dobe. Osredotočena ob zgornjem toku reke Tigris, v severni Mezopotamiji (danes Irak), so Asirci nekajkrat povzdignili močne imperije. Kot pomemben del večje mezopotamske "zibelke civilizacij", je bila Asirija na vrhuncu tehnoloških, znanstvenih in kulturnih dosežkov v tistem času. Na vrhuncu je asirski imperij segal od Cipra v Sredozemskem morju do Perzije in od Kavkaza do Arabskem polotoku in Egipta.
Asirija se imenuje po njenem glavnem mestu Ašurju (akadsko Ashur), ki datira okoli leta 2600 pr. n. št. (zdaj v provinci Saladin v severnem Iraku), in je bilo prvotno eno od številnih Akadskih mestnih državic v Mezopotamiji. V poznem 24. stoletju pr. n. št. so bili asirski kralji le regionalnimi voditelji in ob upoštevanju Sargona Akadskega, ki je združil vse akadske Semite in sumersko govoreče narode Mezopotamije pod Akadskim imperijem, ki je trajal od okoli 2334 do 2154 pr. n. št..
Po padcu Akadskega imperija okoli 2154 pr. n. št. in uspehu sumerske Tretje urske dinastije, so nastale številne druge konkurenčne amoritske državice, kot Isin in Larsa, vendar se je Mezopotamija sčasoma oblikovala kot skupina dveh različnih narodov: Asircev na severu in Babiloncev na jugu.
Zgodovino Asirije v grobem razdelimo na tri obdobja: staroasirsko obdobje, Srednjeasirsko cesarstvo in Novoasirsko cesarstvo. To približno ustreza srednji bronasti dobi, pozni bronasti in starejši železni dobi.
V Staroasirskem obdobju je Asirija osvajala kolonije v Mali Aziji in Levantu in pod kraljem Ilušumo tudi južno Mezopotamijo. Od konca 19. stoletja pr. n. št. je Asirija prišla v konflikt z novoustanovljeno Babilonijo, kar je na koncu zasenčilo starejše sumersko-akadske države na jugu.
Asirija je doživela nestabilne čase v srednjeasirskem obdobju. Asirija je bila imperij pod vladarjema Šamši-Adadom I. in Išme-Dagano v 19. in 18. stoletju pr. n. št.. Po tem se je znašla kratek čas v 18. in 15. stoletju pr. n. št. najprej pod babilonsko in nato pod mitansko-hetitsko dominacijo. Drugo obdobje velike moči je prišlo z vzponom Srednjeasirskega cesarstva (od 1365 do 1056 pr. n. št.), ko so vladali veliki kralji, kot so Ašur-ubalit I., Arik-den-ili, Tukulti-Ninurta I. in Tiglat-Pileser I.. V tem obdobju Asirija strmoglavi Mitani in zasede tako Hetitsko cesarstvo kot egiptovski imperij.
Z akcijami Adad-nirarija II. leta 911 pr. n. št. je spet postala velesila za naslednja tri stoletja, premaga petindvajseto dinastijo Egipta in osvaja Egipt, Babilon, Elam, Urartu/Armenijo, Medijo, Perzijo, Mannea, Gutijo, Fenicijo/Kanaan, Aramejo (Sirija), Arabijo, Izrael, Judejo, Edom, Moab, Samaro, Cilicijo, Ciper, Kaldejo, Nabatejo, Komageno, Dilmun (Telmun) in Hurite, Şuţu in Novohetitsko državo, pride so Etiopije in Nubije iz Egipta, premaga Kimerijce in Skite in zahteva priznanje iz Frigije, civilizacije Magan in dežele Punt. Po padcu (med 612 in 605 pr. n. št.) je Asirija ostala provinca in geo-politični subjekt pod Babilonci, Medijci, Ahemenidi, Selevkidi, Parti, Rimljani in Sasanidi do arabsko islamske invazije in osvojitve Mezopotamije v sredi 7. stoletja, ko je bila dokončno opuščena. Ostanki asirskega prebivalstva so postopoma postali manjšina v svoji domovini.

## Imena
Asirija je bila včasih znana kot Subartu pred vzponom mestne državice Ashur in po njenem padcu. Od 605 pred našim štetjem pa vse do poznega 7. stoletja našega štetja se je različno imenovala: kot Athura ali kot Atouria , Strabo, Sirija (grško), Asirija (latinsko) in Assuristan. Izraz Asirija se lahko nanaša tudi na geografsko regijo ali osrčje Asirije, kjer so bili njeni imperiji in asirski ljudje (in so še vedno) živeli. Sodobni asirski kristjani AKA (Kaldo-asirska) etnična manjšina v severnem Iraku, na severovzhodu Sirije, jugovzhodni Turčije in na severozahodu Irana so potomci starodavnih Asircev.

## Zemljepis
Asirijo označujejo visoka gorstva - Kurdsko pogorje in Zagros, ki dosegajo višino med 3.000 in 4.000 m. Osrednja Asirija je blago gričevnata, zahodno od Tigrisa se nahaja polpuščavsko področje. Tigris je glavna reka z nekaj pritoki, a vse reke so hitre in neprimerne za plovbo. Brodovi in čolni so bili uporabni na Tigrisu šele nizvodno južno od Mosula.

### Klima
Klima je zelo ugodna s toplimi poletji in svežimi zimami, pomlad in jesen sta dolgi in zmerni. Padavine so redne in obilne, šele južneje od mesta Ašur postanejo redkejše. Menijo, da so v 2. tisočletju pr. n. št. na področju Asirije še vedno obstajali prostrani gozdovi z bogato vegetacijo in živalstvom in da so bila tla plodnejša kot danes.

### Naravna bogastva
Največje bogastvo Asirije sta zemlja in voda, kar je omogočilo razvoj poljedelstva in živinoreje. Reke so bile bogate z ribami, na gričih so uspevali vinogradi. Glina je služila za izdelavo opeke, imeli so tudi mosulski marmor. V polpuščavskem delu so bile zaloge soli.

## Zgodovina

### Kronologija
Kronologija celotne Mezopotamije je urejena v zgodovinski znanosti glede na kronologijo Asirije, a celotna kronologija Bližnjega vzhoda, vključno Anatolija, Sirija in Palestina ter starodavni Egipt glede na kronologijo Mezopotamije. Razlog zato je natančen datum iz asirske zgodovine, ki so ga zapisali tedanji astronomi. To je bilo jutro 15. junij 763 pr. n. št., ko je nastopil sončni mrk. Ta dogodek je bil zapisan v asirskih dokumentih, ki sledijo relativni kronologiji. S pomočjo tega datuma so lahko določili absolutne datume in ostale dogodke asirske zgodovine za celo 1. tisočletje pr. n. št. Vir za relativno kronologijo predstavljajo popisi eponimov in Seznam asirskih kraljev.

### Zgodnja Asirija 2600 - 2335 pr. n. št.
Začetki Asirije segajo v 3. tisočletje pr. n. št., ko so v osrednji Asiriji obstajale različne neodvisne mestne državice. Asirija kot politična stvarnost pa ni obstajala vse do sredine 2. tisočletja. Okoli 2500. pr. n. št. sta bili najvplivnejši mestni državici Ašur in Ninive, morda še Arbela. Razen o Ašurju, se o ostalih mestih ve zelo malo. V Arbeli niso mogli izvesti niti arheoloških izkopavanj, saj se nahaja pod modernim mestom. Ninive v bližini današnjega Mosula, so bile raziskovane večkrat, a arheologi še niso prišli do pomembnih najdb iz najzgodnejšega obdobja. Menijo pa, da je bila enako stara in pomembna kot Ašur.

### Asirija v Akadskem in Novosumerskem imperiju
V času Akadskega imperija (2334-2154 pr.n.št.) so Asirci, kot vsi akadski Semiti (in Sumerci), postali last dinastije mesta Akad, s središčem v osrednji Mezopotamiji. Akadski imperij je ustanovil Sargon Velik. Asirski vladarji so bili predmet Sargona in njegovih naslednikov in mesto Ašur je postalo regionalno upravno središče imperija, kar je zapisano na tablicah iz Nuzija.  
Mnogo več se ve o Ašurju v drugi polovici 3. tisočletja pr. n. št. To mesto, kot tudi Ninive, je nadzoroval Akadski kralj Maništuš (okoli 2300. pr. n. št.), saj je v Ašuru najden napis, ki omenja »slugo Maništuša«, ki je bil verjetno upravitelj mesta in vazal tega staroakadskega vladarja. Menijo, da je bil vse do tedaj Ašur politično neodvisen, v kasnejših obdobjih pa pod stalnim lastništvom južnih vladarjev. Tako je bilo v času vladanja Amar-Sina (okoli 2046 - 2038 pr. n. št.), saj o tem vladarju obstaja napis v Ašurju. Po tem obdobju je Ašur ponovno postal neodvisen in začel udejanjati svoj vpliv proti jugu. Eden od vladarjev mesta, Ilušuma, je napadel področje Babilonije in oblegal pomembna mesta Ur in Nipur. To je bil plenilski pohod brez namere vzpostaviti trajno oblast. Vladarji, ki so sledili, so se osredotočili na izgradnjo in rast samega mesta, posebna pozornost pa je bila posvečena templju boga Ašura. To je bilo obdobje politične stabilnosti in gospodarskega napredka, v času ko so staroasirske trgovske kolonije cvetele v Kapadokiji.

### Staroasirsko obdobje (okoli 1906 - 1380 pr. n. št.)

#### Staroasirske trgovske kolonije
Zahvaljujoč slučajnemu odkritju velikega arhiva spisov napisanih v klinopisu v Anatoliji, so postali znani podatki o gospodarstvu mestne državice Ašur v času njegove najstarejše zgodovine in o nizu njegovih kolonij v Anatoliji. Ti dokumenti potrjujejo, da je imel Ašur v začetku 2. tisočletja velik mednarodni trgovinski pomen, še posebej je bila važna trgovina s kositrom. Kolonija Kanišu je bila v vzponu 150 let (okoli 1900 - 1750 pr. n. št.), njeni trgovci pa so bili polnopravni meščani Ašurja. Od vladarjev Ašura v tem obdobju je bil pomemben Sargon I. (1920-1881 pr. n. št.).

#### Obdobje Amoritov
Gospodarski napredek zgodnjih mest osrednje Asirije so prekinili napadi Amoritov. To so bili semitski narod iz Sirske puščave in iz Arabije, ki so v začetku 2. tisočletja pr. n. št. vkorakali v Mezopotamijo. Razdeljeni so bili v več plemen, ki so jih vodili močni plemenski starešine. Med najmočnejše šteje Šamši-Adad I. (okoli 1809 - 1791 pr. n. št.), ki postane vladar Ašura in  se predstavlja kot direktni naslednik tamkajšnjih vladarjev. Zagospodaril je celotnemu področju severno od današnjega Bagdada, zahodno od zgornjega toka Tigrisa (osvojil kraljestvo Mari - v sodobni Siriji), vzhodno od srednjega toka Evfrata, in na zahod do srednje Sirije. Sam je prebival v novo ustanovljeni prestolnici v dolini Khabur v severni Mezopotamiji, ki se je imenovala Shubat-Enlil. Do tedaj na tem področju ni bilo tako velike sile. Po Šamši Adadovi smrti, okoli 1791 pr. n. št., iz Babilonije napade Hamurabi. Po tem je o asirski zgodovini malo znanega.

#### Asirija pod babilonsko dominacijo, 1750 - 1732 pr. n. št.
Hamurabi, po prvem osvajanje Marija, Larse in Eshnunna, sčasoma prevlada nad tedanjih vladarjem Mut-Ashkurjem (1750 - 1740 pr. n. št.). Različne kolonije v Anatoliji prenehajo z gospodarsko dejavnostjo - verjetno zato, ker je asirsko blago zdaj trgovalo z Babilonci. Asirska monarhija je preživela, sledili so trije kralji Amorejci: Mut-Ashkur (ki je bil sin Ishme-Dagana in poročen s kraljico Hurrian), Rimush (1739-1733 pr.n.št.) in Asinum (1732 pr. n. št.) in so bili vazali Babiloncem v času vladavine Hamurabi in za kratek čas njegovega naslednika Samsu-iluna  (1750 - 1712 pr. n. št.). Pod njegovim vladanjem Babilonija izgubi nadzor nad Asirjo.

#### Horijci in kraljestvo Mitani
Od 18. do 14. stoletja pr. n. št. je zelo malo znanega o področju Asirije in o mestnih državicah kot sta bili Ašur in Ninive. Razlog je motnja, ki so jo vnesle velike migracije novih narodov proti severni Mezopotamiji. Med temi narodi izstopa kraljestvo Mitani s središčem ob reki Habur, ki se je v času svojega največjega vzpona razprostiralo vse do Taurusa na zahodu in Asirije na vzhodu. To kraljestvo je bilo sestavljeno iz dveh etničnih skupin: indoevropejcev in Horijcev, ki so na to področje prišli preko Kavkaza. Bili so vešči vzgoje in uporabe konj, kar je bil njihov največji doprinos civilizaciji Asirije in Mezopotamije.

#### Vzpon Asirije (okoli 1741 - 1274  pr. n. št.)
Vzpon Asirije kot države s tem imenom se je začel po dolgem obdobju, ki ga običajno imenujejo »mračna doba« (okoli 1741-1364 pr. n. št.). Edini dokument, ki približno govori o tej dobi je Seznam asirskih kraljev. Dolgotrajna vladavina Ašur-ubalita I. (okoli 1363 - 1328 pr. n. št.) označuje tudi prvi pojav Asirije kot politične stvarnosti ter začetek njenega vzpona ko postane med največjimi silami starodavnega Bližnjega vzhoda. To dobo običajno imenujejo obdobje Amarne, Ašur-ubalit pa je igral, ob Hetitih, starodavnem Egiptu, Kraljestvu Mitani in Babiloniji, vodilno vlogo v Plodnem polmesecu. Ašur-ubalitova hči se je poročila z babilonskim kraljem, zato je Ašur-ubalitov vnuk postal vladar Babilonije, pri čemer mu je pomagal sam Ašur-ubalit I. Stabilnost, ki jo je v Asiriji vzpostavil Ašur-ubalit I. je postala  temelj na katerem so njegovi nasledniki zgradili cesarstvo. Teritorij države se je znatno razširil proti zahodu, na področje ki je do tedaj pripadalo kraljestvu Mitani, kar je Asircem prineslo bogastvo in samozavest.

### Srednjeasirsko cesarstvo (okoli 1392-1056 pr. n. št.)
Srednjeasirsko cesarstvo lahko kronološko razdelimo v dve obdobji.

#### Prvo obdobje (oko 1392 - 1207 pr. n. št.)
Z vladavino Eriba-Aada I. (1392 - 1366 pr. n. št.) je vpliv Mitannijev na Asirijo v zatonu. Eriba-Adad se je vpletel v dinastični boj med Tushratta in njegovim bratom Artatama II.
Ašur-ubalit I. (1365 - 1330 pr. n. št.) je nasledil asirski prestol leta 1365 pred našim štetjem in dokazal, da je krut, ambiciozen in močan vladar. Asirski pritisk iz jugovzhoda in pritisk Hetitov na severozahodu omogoči Ašur- uballitu zlomiti premoč Mitannijev. Odločno je premagal Shuttarna II. kralja Mitannijev v bitki, ki Asiriji da cesarsko moč na račun ne samo Mitannijev ampak tudi Kasitov, Huritov in Hetitov. Kasitski kralj Babilona se poroči z Muballiṭat-Šērūa, hčerjo Ašur-uballita, o čemer piše Ehnatonu v Egipt kot del Amarna pisma.
Enlil-nirari (1329 - 1308 pr. n. št.) nasledi Ašur-uballita I. in se opiše kot "Veliki kralj" ( Sharru Rabu). Takoj je napadel Kurigalzuja II.  Babilonskega, si prisvoji babilonsko ozemlje in še dodatno širi Asirijo.
Naslednik Enlil-nirarija, Arik-den-ili (okoli 1307 - 1296 pr. n. št.) širi asirsko moč in uspešno zasede gorovje Zagros na vzhodu in si podredi Lullube in Gutijce. V Levantu je premagal semitska plemena tako imenovane skupine Ahlamu, ki so verjetno predhodniki Aramencev.
Sledili so mu Adad-nirari I. (1295-1275 pr. n. št.), ki je zgradil Kalhu (Biblijski Calah/Nimrud) za glavno mesto in nadaljeval širitev na severozahod, predvsem na račun Hetitov in Huritov. Osvojil je hetitska ozemlja Karkemiš in dlje. Adad-nirari širi državo na jug, priključi babilonsko ozemlje in prisili Kasitske vladarje v sprejetje novega sporazuma v asirsko korist. Izvede tudi obsežne gradbene projekte v Ašurju in pokrajini.
Leta 1274 pred našim štetjem se na prestol povzpne Šalmaneser I. (okoli 1273 - 1244 pr. n. št.), ki je vodil je vojne pohode proti vzhodu in severu, s čemer je zaključil osvajanje vzhodnega dela kraljestva Mitani. V opisih te vojne so tudi prvi opisi o asirskem načinu bojevanja, po čemer je ta narod tudi postal poznan. Vojna strategija je vključevala številne poboje po zmagi in vodenje ujetnikov v suženjstvo.
Podobne pohode je vodil tudi Tukulti-Ninurta I. (1243 - 1207 pr. n. št.), se napotil proti Babiloniji in dodal tudi to področje svojemu kraljestvu. Babilon je izropal in uničil, kip boga Marduka pa odnesel v Asirijo. Pomembni so bili pohodi tega kralja proti severu, severovzhodu in zahodu, kjer je premagal Hetite, mnoge odvedel v izgnanstvo  posebna delovna taborišča, kar je postalo ustaljena praksa.
Oba navedena kralja sta dodatno zgradila Ašur in Ninive, Tukulti-Ninurtapa tudi povsem novo prestolnico, nedaleč od Ašurja, na nasprotni strani Tigrisa. V tem času je prišlo tudi do pomembnega kulturnega vpliva Babiloncev na asirsko civilizacijo, še posebej na književnost in religijo. Po umoru Tukulti-Ninurte, Asirija začne stagnirati in propadati,  do moči pa prihaja Babilonija. Iz zahoda začno prodirati Aramejci.

#### Drugo obdobje (okoli 1207 - 1056 pr. n. št.)
Ob koncu 2. tisočletja pr. n. št. je uporaba železa pri izdelavi orožja in oklepov pripeljala do novega velikega preobrata, podobno tistemu, ko so vpeljali dvovprege s konjsko vprego v začetku 2. tisočletja pr. n. št.
Na oblast pride Tiglat-Pileser I. (1114 - 1076 pr. n. št.), eden od najpomembnejših kraljev v asirski zgodovini. Pod njegovo vladavino se je Asirija razširila v vseh smereh, od Sredozemskega morja na zahodu, do Babilona na jugovzhodu. Po dolgotrajnih vojnah proti Frigijcem (Mušuku v asirskih virih) na zahodu asirskega kraljestva, v katere so se vključili tudi Aramejci, je Tiglat-Pileser I. uspel pod svojo oblast pripeljati celotno Sirijo in južno Anatolijo, do pogorja Taurus. Osvojil je glavna babilonska mesta skupaj z Babilonim in Siparjem. Ti vojaški uspehi so privedli do blagostanja v Asiriji, kjer se je razvijala pomembna umetniška in gradbena dejavnost. Nastali sta dve zbirki zakonov. V vseh teh dosežkih je viden znaten vpliv babilonske civilizacije.

### Novoasirsko cesarstvo (1056 - 612 pr. n. št.)

#### Začetek Novoasirskega cesarstva (1056 - 884 pr. n. št.)
Po obdobju stagnacije se je stanje v kraljestvu popravilo v začetku prvega tisočletja, ko je trojica zaporednih kraljev zagotovila notranjo stabilnost in začela vojne pohode za vračanje izgubljenih teritorijev. Ašur-Dan II. (935 - 912 pr. n. št.) je bil prvi po več kot enem stoletju, ki je redno odhajal na vojne pohode izven Asirije, najprej proti Aramejcem od katerih je ponovno prevzel izgubljena področja na zahodu. Obnovil je mesto Ašur, še posebej njegovo mestno obzidje. Adad-nirari II. (911 - 891 pr. n. št.) je odhajal proti Babiloniji na jugu in ozemlje Nairi na vzhodu. V središču vseh pohodov so bili Aramejci, proti katerim je bilo izvedenih osem uspešnih pohodov. Novost tega obdobja je bila gradnja velikih skladišč s potrebščinami za vojsko na strateških mestih novo osvojenih ozemelj. Tukulti-Ninurta II. (891 - 884 pr. n. št.) se je posvetil notranjemu urejanju cesarstva. Bil je zelo podjeten graditelj in začel velike obnove in gradnje v Ašuru in v Ninivah.

#### Kralji iz Kalaha (883 - 824  pr. n. št.)
To obdobje predstavlja enega od vrhuncev Novoasirskega cesarstva. Prvi od kraljev tega obdobja je bil Ašurnasirpal II. (884 - 859 pr. n. št.), ki je svojo prestolnico premestil v mesto Kalah in Asirijo povedel do tedaj nevidene moči in bogastva. Zgodovinarjem je do sedaj znanih 14 velikih pohodov v 24 letih njegovega vladanja. Tri pohode je vodil proti vzhodu, od koder je pripeljal ljudi kot sužnje v Kalah. Več pohodov je vodil proti severu in severovzhodu in osvojil ozemlje Urartu in Nairu, ter uvedel obsežne administrativne ukrepe, ki so mu zagotovili stalne prihodke. Ves čas vladanja se je vojskoval na zahodu, kjer so Asirci prišli do Sredozemskega morja. V tem času se je začela delitev cesarstva na province z upraviteljem na čelu, iz katerih je moral redno prihajati davek.. Šalmaneser III. (858 - 824 pr. n. št.) je nadaljeval vojne pohode. Na zahodu se je soočil s severnim proti asirskim zavezništvom okoli Karkemiša, s katerim je lahko obračunal in utrdil asirsko upravo, večje boje je vodil z zvezo okoli Damaska. Z vztrajanjem je zvezo uničil prišel vse do gore Karmel. Na severu se je udaril s kraljestvom Urartu, od koder je v Asirijo pripeljal velik plen. Kot oče je gradil Kalah, poleg tega pa še trdnjavo »Šalmaneser«, ki je bila največja vojna konstrukcija v zahodni Aziji. Obnovil je obzidje Ašura in tamkajšnje templje, gradil pa je tudi v Ninivah.

#### Asirija in Urartu (823 - 745 pr. n. št.)
Skoraj sto let po smrti Šalmaneserja III., zgodovino Asirije zaznamujejo močni napadi  kraljestva Urartu, ki je v tem času postalo močnejše od same Asirije. Začasni vzpon je zaznamoval Adad-nirari III. (811 - 783 pr. n. št.), ob katerem je kot namestnica v začetku kraljevanja, pomagala mati Samu-ramat, bolj poznana kot Semiramida. Asirija je tedaj osvojila Damask, Kraljestvo Izrael pa je plačevalo davek. Obnovljena je bila prevlada tudi v Babiloniji. Poleg nadaljevanja gradnje in obnove mest (Kalah, utrdba Šalmaneser, Ninive) je za to obdobje pomemben tudi močan vpliv babilonske religije v Asiriji. Od 782 do 745 pr. n. št. je bila država razdeljena na neodvisne državice, a z jačanjem kraljestva Urartu se je Asirija znašla pred izginotjem.

#### Poznoasirsko cesarstvo (744 - 612  pr. n. št.)
Ko je Tiglat-Pileser III. (745 - 727 pr. n. št.) prišel na oblast, je našel državo v razsulu. Povedel je zelo uspešne vojne pohode na sever in osvojil področje kraljestva Urartu. Leta 734 pr. n. št. gre proti zahodu, zavzame Sirijo, Fenicijo in Judejo ter osvoji mesto Gaza, ki je bila važna zaradi vzpostavljanja direktne trgovine z Egiptom. Po uporu zahodnih držav jih kralj pokori in jih vključi v Asirsko cesarstvo. Tiglat-Pileser se je večkrat vpletel tudi v  Babilonijo, dokler na koncu ne zasede sam tudi babilonski prestol, kar povzroči upor Merodah-Baladana. V tem času je temeljito preuredil državno upravo, množico osvojenega prebivalstva pa preselil v druge kraje.
Njegov naslednik Šalmaneser V. je skoraj gotovo  osvojil Samariji in kraljestvo Izrael okoli 722 pr. n. št., njihove prebivalce pa preselil v Asirijo. Na koncu je bil kralj ubit, njegovo mesto pa prevzame uzurpator Sargon II., ki nadaljuje z osvajanji. Po uporu na zahodu, v bitki pri Karkari, Sargon porazi Damask, Arpad in Samarijo ter pride ponovno do Gaze, kjer porazi tudi egipčansko vojsko. Svoj vpliv je razširil tudi na Ciper. Bojeval se je na severozahodu in uspel doseči mir na teh mejah. V Babiloniji nadaljuje boj z Merodah-Baladanom. Sargon je zgradil povsem novo prestolnico - Dur-Šarukin (Utrdba Sargon) - nekoliko severneje od Ninive. Njegov sin, Sanherib (705 - 681 pr. n. št.) prestavi prestolnico v Ninive, kjer izvaja velike gradbene posege, kot tudi v Ašurju. Vodil je pohode na zahod, kjer je poskušal obnoviti kontrolo nad Judejskim kraljestvom, ki je sklenilo zavezništvo z Egiptom. Po uspešnem pohodu se je asirska vojska iznenada iz neznanih razlogov umaknila. V Babiloniji je uspel streti odpor Merodah-Baladana in njegovega sina, ter osvojil in uničil mesto Babilon. Poskušaj je sprovesti obnovo religije, pri kateri je babilonski bog Marduk moral biti podložen asirskemu bogu Ašuru.
Sanheribov mlajši sin, Asarhadon (681 - 669 pr. n. št.) se je še bolj posvetil vprašanjem religije in kulta, obnavljal je templje v asirskih mestih pa tudi Mardukov tempelj v Babilonu, s čimer je želel pomiriti babilonsko prebivalstvo. 671 pr. n. št., v enem od pohodov na Egipt uspe osvojiti tudi egipčansko glavno mesto Memfis. Na pohodu v katerem je poskušal utrditi svojo oblast v Egiptu, je umrl. Posebno vlogo je v tem času imela Asarhadonova mati Nakija, ki je praktično upravljala državo tudi v začetku vladanja vnuka Asurbanipala (669  - okoli 631 ali 627 pr. n. št.). Asurbanipal je vodil več pohodov na Egipt, ponovno zavzel Memfis in osvojil Tebe (663 pr. n. št.). Njegova glavna skrb je bila biti na jugu, kjer je Babiloniji vladal njegov brat Šamaš-šuma-ukin, ki ga je po štiriletni vojni porazil leta 648, kot tudi njegove zaveznike Elamce. Razen z velikimi gradbenimi posegi v Ninivah in drugih mestih, tudi vi Babilonu, je pomemben po zbiranju spisov v knjižnico v Ninivah, saj je bil eden redkih pismenih asirskih kraljev.

### Padec Asirije
Asurbanipala je nasledilo nekaj manj pomembnih kraljev. Babilonci so sklenili zavezništvo z Medijci, večkrat napadli Asirijo, dokler leta 614 pr. n. št. niso osvojili samo mesto Ašur. Po tem so krenili na prestolnico Ninive, ki je padla 612 pr. n. št. po trimesečnem obleganju. Asirski kralj je še nekaj časa vladal iz Harana, nato je Asirsko cesarstvo prenehalo obstajati.

## Značilnosti civilizacije
Asirska civilizacija je bila izrazito vojaška, kljub temu pa so razvili tudi mnoge druge značilnosti starodavnih civilizacij, kot je zakonodaja, religija in kultura. Pogosto so na to odločilno vplivali okoliški narodi.

### Državna ureditev
Glede na državno ureditev je bila Asirija absolutna monarhija, v kateri je bila vsa oblast  skoncentrirana v rokah kralja kot predstavnika boga Ašura na zemlji. Samo tri omejitve so bile, ki jih je moral spoštovati: religija, pridobljene pravice in plemstvo. Kralj je bil tudi vrhovni svečenik boga Ašura in vrhovni poveljnik vojske in edini zakonodajalec in vrhovni sodnik. Bil je lastnik vse asirske zemlje in je kontroliral vso trgovino.
Dvorno življenje je bilo pod močnim vplivom harema, v katerem so odraščali kraljevi nasledniki, ki so bili, ko so dosegli določeno starost, preseljeni v posebno »hišo nasledstva« kjer so pridobivali potrebna znanja za vodenje države in zatem prevzemali tudi svojo vlogo pri vodenju države, običajno kot kraljevi namestniki. Državna uprava je bila hierarhijska, pogosto v lasti manjšega števila rodbin, kralj pa je lahko v vsakem trenutku interveniral na kateremkoli nivoju te hierarhije. Posebno zelo vplivno vlogo so imeli pisarji.
Država je bila razdeljena na osrednjo Asirijo (okoli mest Ašur, Ninive in Nimrud (Kalaha) s posebnimi pooblastili in na »Veliko Asirijo« s katero so upravljali kraljevi pokrajinski upravitelji ali vazali.

### Pravni sistem
Vrhovni sodnik je bil pri Asircih bog Ašur, v njegovem imenu pa kralj. Vseeno se je večina  primerov reševala med sprtimi stranmi s posredništvom tretjega, objektivnega posameznika, ki je bil običajno eden od sosedov. Le v izrednih primerih se je sojenje preneslo na državno upravo. Pravni dokumenti Asircev so se delili na dokumente o lastništvu, pogodbe, račune in sodne spise. Asirija ni poznala stalnih zaporov, na državnem nivoju je obstajala samo smrtna kazen za izdajo. Umor ali ranjenje se je kaznovalo s krvno osveto.

### Religija
Asirska religija, ki je bila politeistična, je bila podobna ali pogosto prepletena z religijami okoliških držav, še posebej z babilonsko religijo. Vrhovni bog je bil Ašur, kralj bogov, sledila je boginja Ištar, bogovi Ninurta, Šamaš, Adad in Sin. Okoli vsakega od teh božanstev se je razvil kult, ki je vključeval tempelj in zigurat, ter svečenike in pomožno osebje. Kult je pomenil redno izvajanje religioznih obredov in prinašanje žrtev. Poleg navedenih so obstajala tudi nižja božanstva. Kralj je bil vrhovni svečenik in Ašurov predstavnik na zemlji in je moral sodelovati pri glavnih svečanostih, v važnih vprašanjih je svečenikom in prerokom tudi svetoval. Najvažnejši praznik je bilo Novo leto. Magija je bila zelo razširjena, o čemer obstajajo pisni dokumenti.
Ta religija je preživela v Asiriji od okoli leta 3500 pred našim štetjem pa vse do postopnega uveljavljanja krščanstva med 1. in 10. stoletjem našega štetja.
Asirci so danes izključno kristjani, največ je asirskih cerkva na vzhodu, kaldejska katoliška cerkev, starodavno cerkev vzhodu in sirska pravoslavna cerkev.

### Jezik
Med 3. tisočletjem pred našim štetjem je kulturno veljalo sožitje med Sumerci in Akadci ob tem pa tudi obsežna dvojezičnost. Vpliv obeh je razviden na vseh področjih, od izposoje besed, skladnje, morfološke in fonološke konvergence. 
Akadščina postopoma nadomesti sumerščino kot govorjen jezik v Mezopotamiji nekje ob prelomu 3. in 2. tisočletja pred našim štetjem (točna datacija je stvar razprave), vendar se sumerščina še naprej uporablja pri bogoslužju, pri ceremonialih, kot literarni in znanstveni jezik v Mezopotamiji do 1. stoletja našega štetja.
V starih časih so Asirci govorili dialekt Akadščine, vzhodne veje semitskih jezikov. V Novoasirskem obdobju je postala pogostejša aramejščina. Znanstveniki menijo, da je to v veliki meri posledica množičnih deportacij, ki so jih izvajali asirski kralj, pri čemer so aramejsko govoreči prebivalci osvojili Asirce.
Uničenje asirskih prestolnic Ninive in Ašur s strani Babiloncev, Medijcev in njihovih zaveznikov, je v veliki meri izničil dvojezičnost. Od 7. stoletja pred našim štetjem je velik del prebivalstva uporabljalo asirsko akadščino z vplivi vzhodne aramejščine, kot samo akadščino. Zadnji akadski napisi v Mezopotamiji segajo od 1. stoletja našega štetja. Vendar so se osebna imena in priimki v vzhodno aramejskem narečju, akadščini in mezopotamščini ohranili med Asirci v regijah severnega Iraka, jugovzhodne Turčije, na severozahodu Irana in severovzhodu Sirije (stara Asirija) vse do danes.
Po 90 letih prizadevanj , je Univerza v Chicagu objavila asirski slovar, katerega oblika je bolj enciklopedija kot slovar. 

### Umetnost in znanosti
Asirska umetnost, ki se je ohranila do danes pretežno datira v novoasirsko obdobje. Umetnost, ki prikazuje prizore bitk in uničenje celih vasi s krvavimi podrobnostmi, naj bi pokazala moč cesarja in je bila na splošno namenjena v propagandne namene. S temi kamnitimi reliefi so bile obložene stene v kraljevih palačah, kjer so sprejemali tujce. Drugi kamniti reliefi upodabljajo kralja z različnimi božanstvi pri opravljanju verskih obredov. Veliko kamnitih reliefov so odkrili v kraljevih palačah v Nimrudu (Kalah) in Khorsabad (Dur-Šarukin). Redko odkritje kovinske plošče, ki je bila na lesenih vratih je bila izvedena na Balawat (Imgur-Enlil).
Asirske skulpture so dosegle visoko raven prefinjenosti v novoasirskem obdobju. Značilen primer je krilati bik lamassu ali shedu, ki stražijo vhod v kraljevi dvor. Ti so bili apotropejski, kar pomeni, da so bili namenjeni braniti pred zlom.  Običajno so bili lamassuji izklesani s petimi nogami, tako da so bile štiri noge vedno vidne ne glede na to ali je bila figura gledana od spredaj ali iz profila.
Čeprav dela iz dragocenih draguljev in kovin niso preživela zoba časa, je bilo najdeno nekaj lepih kosov asirskega nakita v kraljevih grobnicah na Nimrudu.
V teku je razprava med akademiki o naravi kosa kremena iz Nimruda, ki ga je našel Austen Henry Layard leta 1850 v palači kompleksa Nimrud v severnem Iraku. Manjšina verjame, da je to dokaz za obstoj starodavnih asirskih teleskopov, ki bi lahko razložili veliko natančnost asirske astronomije. Drugi omenjajo tudi uporabo kot povečevalno steklo za draguljarje ali kot dekorativni vložek pri pohištvu. Nimrud Lens se nahaja v britanskem muzeju. 
Asirci so bili tudi inovativni pri vojaški tehnologiji z uporabo težke konjenice, inženircev, oblegovalnih naprav (oven) in drugih.

### Gospodarstvo
Rudno bogastvo s katerim je razpolagala Asirija, ji je omogočilo izdelavo kvalitetnega orožja, ki jim je zagotavljalo premoč nad sosednjimi narodi. Vendar pa se številno mestno prebivalstvo, ki je živelo v osrednjem delu Asirije ni moglo prehranjevati samo od plodov okoliških obdelovalnih površin. Zato so že od 9. st. pr. n. št.dalje začeli organizirano preseljevati tuje prebivalcee na do tedaj neobdelana območja.
V osrednji Asiriji je bil temelj gospodarstva poljedelstvo in živinoreja ter trgovina. Ker je področje rednih padavin pokrivalo celo osrednjo Asirijo, njena južna meja pa se je skladala z južno mejo države, namakanje ni bil problem. Strateški položaj Ašura na prehodu preko Tigrisa je pomenil važen položaj na trgovinski poti med vzhodom in zahodom, zato so se njegovi prebivalci že od najzgodnejše dobe ukvarjali s trgovino z drugimi narodi.
Na širšem področju Asirije kralji niso kazali zanimanja za razvoj gospodarstva. Njihova edina skrb je bila, da so ti kraji redno plačali letne dajatve. Na koncu je taka politika privedla do uporov,  slablenja in končno padca Asirije.
Asirci so denar verjetno zelo pozno prevzeli od Grkov, so pa imeli zelo razdelan sistem mer. Do danes so ohranjene kamnite in kovinske uteži z vrednostmi napisanimi v klinopisu.

### Vojska
Asirska vojska je bila središče življenja države. Imela je zelo trdno hirearhijsko organizacijo. Sestavljali so jo pešaki, ki so vključevali tudi strelce, konjenico in bojne vozove. Pripadniki vsake od teh vej vojske so bili opremljeni s specifičnim orožjem in zaščitnimi sredstvi. Asirci so bili prvi, ki so sredi 2. tisočletja pr. n. št. na področju "plodnega polmeseca" prevzeli uporabo bojnih voz od Indoevropejcev, do začetka 1. tisočletja pr. n. št. pa so uporabljali tudi mnogo bolj okretno konjenico, kar jim je prineslo pomembno prednost v vojnih pohodih. Prebivalci so morali služiti vojsko vaako leto določen čas, kasneje pa je bila uvedena tudi stalna vojska in tuji plačanci. Asirska vojaška strategija je vključevala direktne bitke, obleganja in psihološko bojevanje, posebna asirska novost pa je bilo preseljevanje prebivalcev osvojenih ozemelj.

### Lov
Lov je bil v Asiriji priljubljena rekreacija kraljev, sočasno pa je pripomogel pri vzdrževanju dobre telesne kondicije kralja in njegovih ljudi v mirnodobnem času. Asirski kralji so lovili v danes izginulih gozdovih severne Sirije in močvirjih južne Babilonije. Priljubljen plen so bile velike živali kot slon, lev in panter. Lovili so bodisi iz kočij ali so se  prikradli iz zasede, sam lov pa je imel tudi religiozni pomen. O tem pričajo pisana poročila in kamniti reliefi iz časov kralja Asurbanipala. Poleg narave, so kralji lovili tudi v velikih parkih svojih prestolnic, kamor so jim pripeljali živali za lov.